# Adrian Petre
Adrian Tabarcea Petre (n. 11 februarie 1998, Arad, România) este un fotbalist român, care joacă pe post de atacant la Chiajna în Liga a II-a. Pe plan internațional, are prezențe la națională pentru România Sub-17, România Sub-19 și România Sub-21.

## Viața personală
El a primit numele de Tabarcea după fostul jucător al lui Petrolul Ploiești Constantin Tabarcea care a murit pe teren în timp ce juca un meci la vârsta de 26 de ani 

## Statistici privind cariera

### Club
Începând cu data de 10 mai 2019
| Club          | Sezon         | Ligă    | Ligă   | Cupă    | Cupă   | Europa  | Europa | Altele  | Altele | Total   | Total  | Total |
| Club          | Sezon         | Meciuri | Goluri | Meciuri | Goluri | Meciuri | Goluri | Meciuri | Goluri | Meciuri | Goluri |       |
| ------------- | ------------- | ------- | ------ | ------- | ------ | ------- | ------ | ------- | ------ | ------- | ------ | ----- |
| UTA Arad      | 2015-2016     | 10      | 1      | 1       | 3      | -       | -      | 3       | 0      | 14      | 4      |       |
| UTA Arad      | 2016-2017     | 29      | 28     | 0       | 0      | -       | -      | 2       | 1      | 31      | 29     |       |
| UTA Arad      | Total         | 39      | 29     | 1       | 3      | -       | -      | 5       | 1      | 45      | 33     |       |
| Esbjerg fB    | 2017-2018     | 23      | 13     | 1       | 0      | -       | -      | 1       | 0      | 25      | 13     |       |
| Esbjerg fB    | 2018-2019     | 34      | 8      | 3       | 3      | -       | -      | -       | -      | 37      | 11     |       |
| Esbjerg fB    | Total         | 57      | 21     | 4       | 3      | -       | -      | 1       | 0      | 62      | 24     |       |
| Total carieră | Total carieră | 96      | 50     | 5       | 6      | -       | -      | 6       | 1      | 107     | 57     |       |

## Legături externe
- Profilul lui Adrian Petre pe Soccerway
- Adrian Petre – pe site-ul UEFA